# Annales Vedastini
Annales Vedastini ali Letopisi sv. Vaasta so niz letopisov, napisanih v začetku 10. stoletja v opatiji sv. Vaasta v Arrasu. So pomemben vir podatkov za karolinško zgodovino 9. stoletja. Zapisi za leta 874 do 900 so zelo pristranski  v korist Lotaringije in Zahodne Frankovske države. Tako kot Annales Fuldenses in Annales Bertiniani so bili tudi Aanales Vedastini združeni z drugimi Annales regni Francorum v tako imenovani Chronicon Vedastinum, splošni kroniki, ki zajema zgodovino Karolinškega cesarstva do leta 899.

## Vira
- Reuter, Timothy (prev.) The Annals of Fulda. (Manchester Medieval series, Ninth-Century Histories, Volume II.) Manchester: Manchester University Press, 1992.
- Annales Vedastini